# ロストフのアヴラーミイ
ロストフの聖アヴラーミイ（ロシア語: Авраамий Ростовский）は、正教会の聖人。12世紀ごろロストフに神現修道院（Авраамиев Богоявленский монастырь） を創設した。
『ロストフの聖アヴラーミイ伝』によれば、アヴラーミイはロストフに当時まだ残っていた土着神ヴォーロス信仰と戦い、ヴォーロスの偶像を破壊してその跡に教会を建立したとされる。